# Monti Stribog
I monti Stribog sono una catena montuosa situata sull'isola Brabant, una delle isole dell'arcipelago Palmer, al largo della costa nord-occidentale della Terra di Graham, in Antartide. La catena è orientata in direzione nord-sud, raggiungendo una lunghezza di 40 km e una larghezza di 15 ed estendendosi dalla cresta Stavertsi, a nord-est, a cui è connessa dalla sella Viamata, alle cime Avroleva, a cui è unita dalla sella Doriones, ai monti Solvay, da cui la separa il passo Aluzore. Dai versanti dei monti Stribog, il cui punto più alto è costituito dalla vetta del monte Parry, che arriva a 2520 m s.l.m., discendono diversi ghiacciai, come il Laennec, il Mackenzie e il Malpighi.

## Storia
La catena dei monti Stribog appariva già in mappe del governo argentino realizzate nel 1953 dove però non era indicata con nessun nome; dopo essere stata oggetto di diverse ricognizioni, la catena è stata in seguito così battezzata dalla Commissione bulgara per i toponimi antartici in onore di Stribog, dio slavo del vento, del cielo e dell'aria o anche dei turbini e delle tempeste.